# منوچهر رزم‌آرا
منوچهر رزم‌آرا (زادۀ ۱۳۱۱) متخصص قلب و عروق، دولتمرد سابق و برادر کوچکتر حاجعلی رزم‌آرا است. او وزیر بهداشت کابینهٔ شاپور بختیار بود.

## زندگی
رزم‌آرا پس از انقلاب بهمن ۱۳۵۷ و سقوط کابینهٔ شاپور بختیار، دستگیر و مدت ۵ ماه زندانی و در مرداد ۵۸ آزاد شد و به فرانسه رفت.
رزم آرا در مصاحبه ایی در برنامه لیمونادی نفرت خود از اسلام را ابراز داشته و بدلیل گرایش خانواده به مسیحیت به طور ضمنی به این دین اظهار تمایل نمود..